# Odynerus xanthus
Odynerus xanthus är en stekelart som beskrevs av Cameron. Odynerus xanthus ingår i släktet lergetingar, och familjen Eumenidae. Utöver nominatformen finns också underarten O. x. deesanus.